# Heinrich Winnik
Heinrich Winnik (* 29. Juli 1902 in Nepolokoutz, Bukowina, Österreich-Ungarn; † 10. November 1982 in Jerusalem) war ein österreichisch-israelischer Nervenarzt, Psychoanalytiker, Hospitalgründer in Israel, Ordinarius für Psychiatrie an der Hebräischen Universität in Jerusalem und Mitglied der Wiener Psychoanalytischen Vereinigung.

## Leben
Heinrich Winnik wurde als Sohn des jüdischen Gelehrten Simson Winnik und seiner Frau Berta Silberbusch geboren. Sein Vater stammte ursprünglich aus Lemberg, die Mutter aus Nepolokoutz in der Bukowina. Heinrich Winnik besuchte das Gymnasium in Czernowitz und später in Wien. Das Medizinstudium absolvierte er in Breslau und promovierte hier im Jahr 1926 mit der Arbeit „Schwankungen im Peptidasenhaushalte und ihre Bedeutung bei der Genese des epileptischen Anfalls.“ Es schloss sich eine Fachausbildung zum Nervenarzt an, die er in Chemnitz, Leipzig, Berlin und in Wien absolvierte. 1933 arbeitete Winnik als Assistenzarzt in Berlin. In Berlin traf er Wilhelm Reich und Otto Fenichel. Winnik verließ die Stadt schon in diesem Jahr der Machtübernahme durch die Nationalsozialisten, da er von Bekannten dringend darum gebeten worden war. In Berlin hatte er eine Psychoanalyse bei Jenö Harnik begonnen. Er setzte diese Analyse nach der Flucht in Wien bei Paul Federn und Helene Deutsch fort. Die Kontrollanalyse erfolgte bei Siegfried Bernfeld. Im Jahr 1936 wurde Heinrich Winnik Mitglied der Wiener Psychoanalytischen Vereinigung (WPV).
Auf Anregung von Anna Freud gründete er im Jahr 1936 in Bukarest eine psychoanalytische Gruppe und übersiedelte nach Rumänien. Winnik betrieb eine Praxis für Psychoanalyse in Bukarest und wurde Lehranalytiker. Im Jahr 1941 beschloss er, Europa zu verlassen. Auf der Flucht wurde er von den Deutschen interniert, konnte jedoch auf einem illegalen Flüchtlingsboot nach Palästina fliehen. Dort wurde er 1942 kurzzeitig von der englischen Armee interniert. Direkt nach der Freilassung wurde er Mitglied und Lehranalytiker der Chewra Psychoanalytith b'Erez–Israel (HHBI), die von Mosche Wulff und Max Eitingon ins Leben gerufen worden war. Heinrich Winnik gründete das Geha Mental Hospital der Kupat Holim, 1947 das Shalvata Hospital und 1950 das Talbieh Hospital in Jerusalem, dessen Direktor er 1951 wurde. 1954 wurde er Professor für Psychiatrie an der „Hebrew University–Hadassah School of Medicine“ in Jerusalem. Er begründete die englischsprachige Zeitschrift „Israel Annals of Psychiatry and Related Disciplines.“
In Israel arbeitete Winnik mit Überlebenden des Naziregimes. Während des Prozesses gegen Adolf Eichmann im Jahr 1962 waren im Talbieh Hospital Überlebende der Shoah untergebracht, die als Zeugen aussagten. Einer der Assistenzärzte von Heinrich Winnik war während dieser Zeit der spätere US-Psychoanalytiker Zvi Lothane.
Winnik war verheiratet mit Lucie Pick. Die Ehe wurde 1933 in Wien geschlossen.

## Schriften (Auswahl)
- mit T. Nathan und G. L. Eitinger: The psychiatric pathology of the Nazi-Holocaust survivors. In: Israel Annals of Psychiatry and Related Disciplines. Band 2, 1964, S. 47.
- Psychological Bases of War. New York 1973.
- Milestones in the Development of Psychoanalysis in Israel. In: Israel Annals of Psychiatry and Related Disciplines. Band 15, 1977, S. 85–91.